# Georg Franz von Sumating

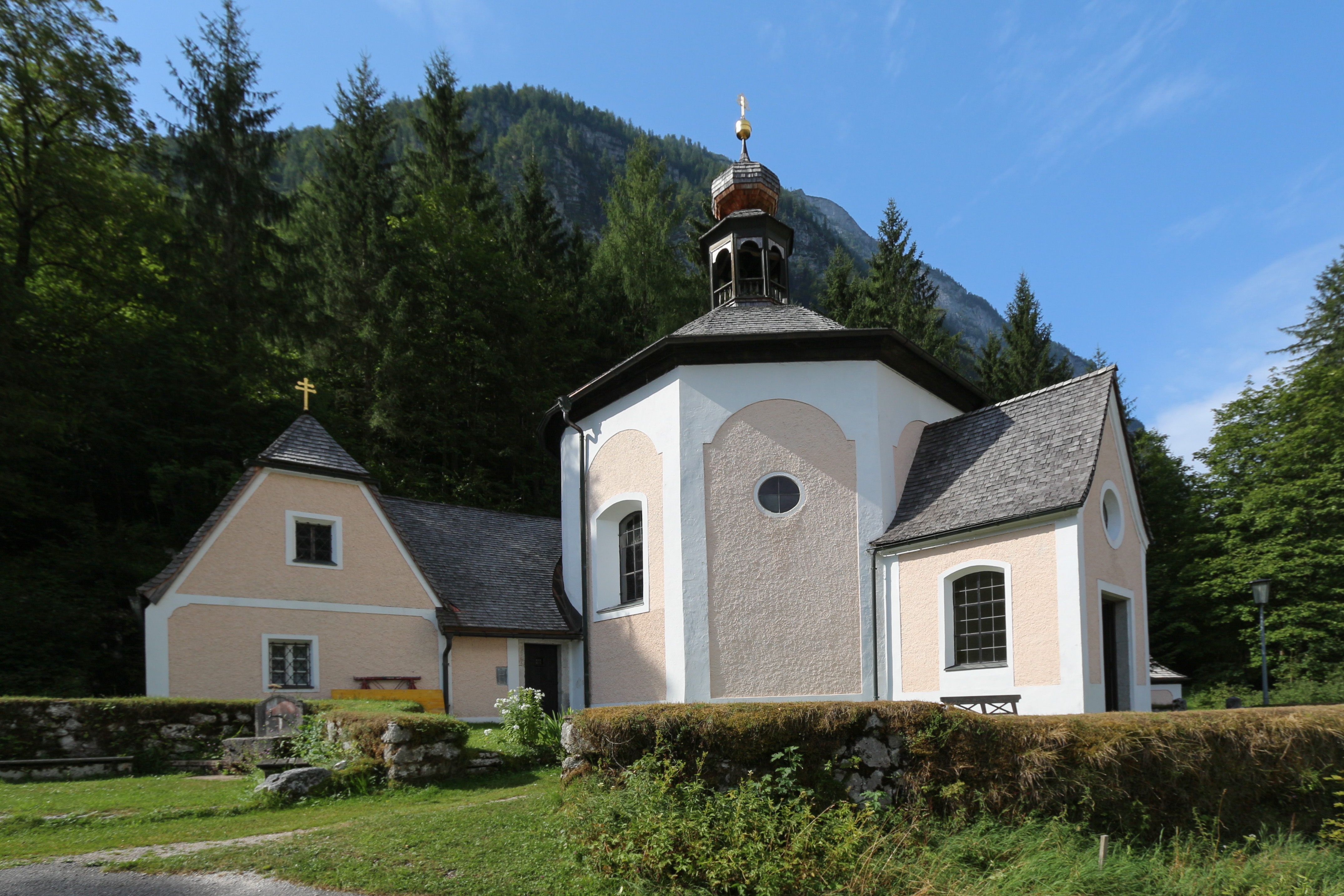
Kalvarienbergkirche und Mesnerhaus

Georg Franz von Sumating, auch Georg Franz Sumatinger (* 1659; † 1721 in Hallstatt) war ein österreichischer habsburgischer Beamter und Kirchenstifter.

## Leben
Georg Franz Sumatinger, Ritter von Sumating, ein Vetter des Salzburger Juraprofessors Ernst Friedrich von Someting (1668–1697), stammte aus einer oberösterreichischen Familie, deren Name ursprünglich Sumatinger oder Sometinger geschrieben wurde. Sein Großvater Sebastian Sumatinger, Pfleger der kaiserlichen Burgvogtei Wels, war 1652 von Kaiser Ferdinand III. mit dem Prädikat „von Sumating“ in den rittermäßigen Adel erhoben worden.
Georg Franz Sumatinger war ein Sohn des Johann Christoph Sumatinger, Gegenschreiber zunächst im Verweseramt Ischl, später im Hofschreiberamt Hallstatt. Er war Amtsvorstand der Hallstätter Saline, k.k. Administrator, Hofschreiber und Spitalamtsverwalter. 1669 kaufte er sich in der Lahn an und baute von 1699 bis 1700 das heute noch bestehende Haus Lahn Nr. 23 (Benefizium), das er als Sommersitz nutzte.
Da ihre Ehe kinderlos geblieben war, ließen er und seine Ehefrau Maria Anna Christina Crollalanza in den Jahren von 1700 bis 1710 mit Zustimmung des Jesuitenkollegiums Passau als Vogt und Lehensobrigkeit des Ortes und mit Genehmigung des Fürstbischofs in der Lahn die barocke Kalvarienbergkirche und die zugehörigen Kreuzwegkapellen erbauen, die der Passauer Weihbischof Johann Raimund Graf Lamberg (1662–1725) am 27. September 1711 auf den Titel Kreuzerhöhung konsekrierte. Dort, an der Ostseite des Kirchenraumes, wurden die Stifter auch bestattet. Dazu stifteten sie 1709 das zugehörige Kuratbenefizium für einen Priester (Benefizial-Kooperator) und einen Mesner.